# Old Shatterhand
Zálesák Old Shatterhand (přibližná výslovnost [ould šetrhend]) je společně se svým přítelem a pokrevním bratrem, indiánským náčelníkem Vinnetouem, nejznámější postavou fiktivního světa amerického Západu, který koncem 19. století vytvořil německý spisovatel Karel May. Jméno v překladu znamená „Drtící ruka“ a počáteční „Old“ je přidáno, protože to May považoval za typicky americké a navíc symbolizující, že hrdina je zkušený, protřelý či zasloužilý. Románový Old Shatterhand dostal jméno od svého mentora a přítele Sama Hawkense za to, že dokázal svého protivníka omráčit do bezvědomí jedinou ranou pěstí do spánku.
Old Shatterhand (resp. Kara ben Nemsí v příbězích z Orientu) funguje jako Mayovo literární alter ego, což je v některých románech zvýrazněno i tím, že v nich vystupuje jako vypravěč v ich-formě.

## Popis postavy

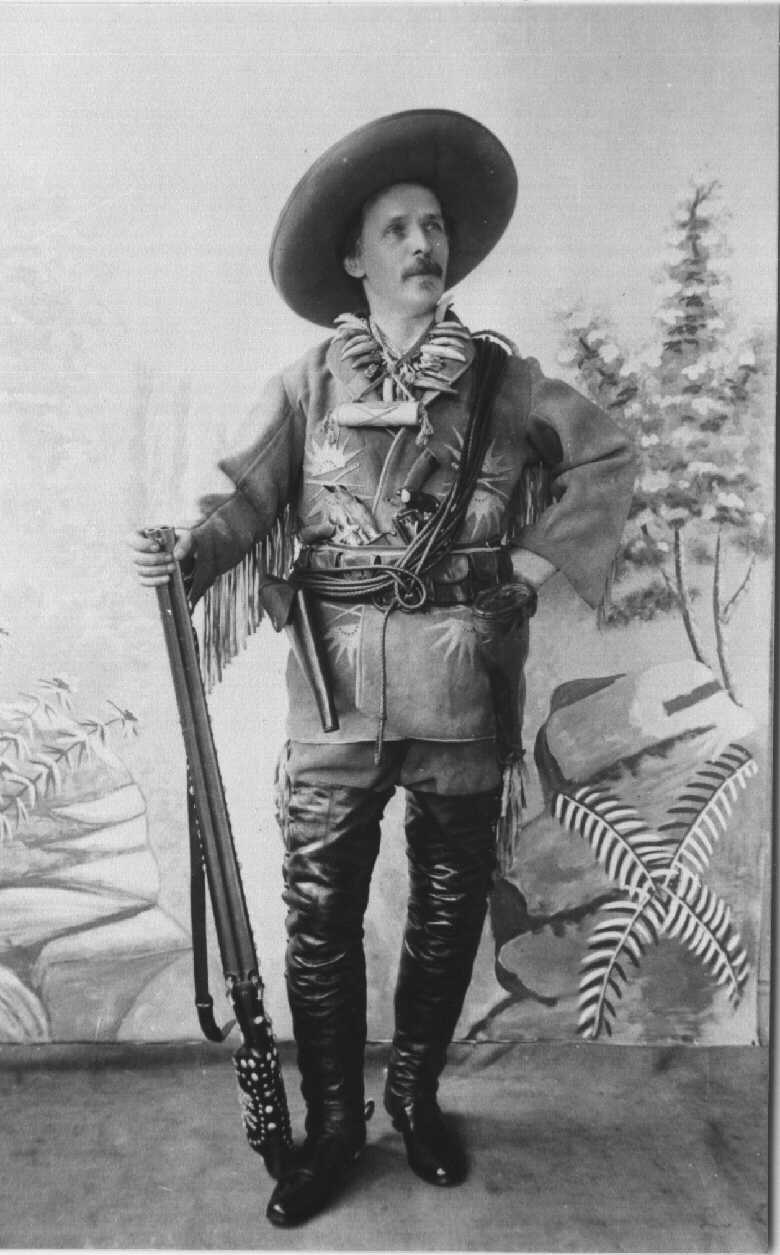
Karel May jako Old Shatterhand, fotografie z roku 1896

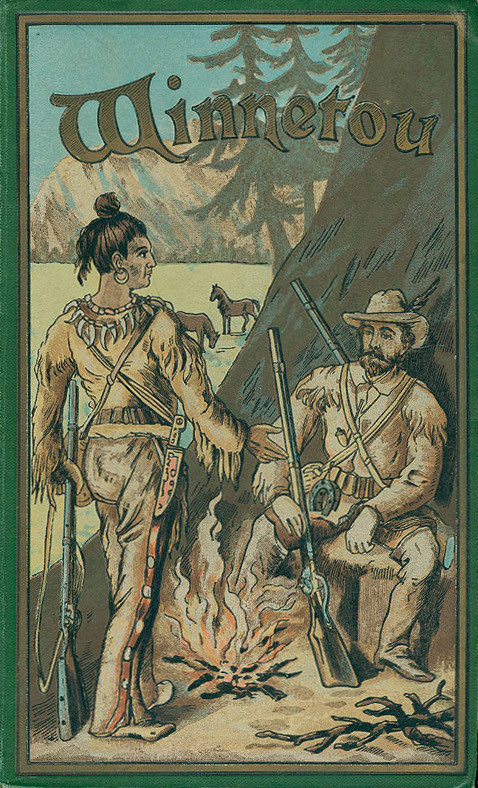
Vinnetou a Old Shatterhand, vazba vydání Vinnetoua vydání z roku 1893

Prototyp tohoto hrdiny nejen amerického divokého západu, ale také Orientu (kde je znám pod jménem Kara ben Nemsí) se objevil již v některých Mayových kolportážních románech, např. v Lesní Růži (1882–1884), nebo v románu Německá srdce, němečtí hrdinové (1885–1888), který je Česku více znám pod názvem Třemi díly světa. V některých raných dílech May takovým dokonalým hrdinou učinil dokonce Abrahama Lincolna, kterého si velmi vážil.
Old Shatterhand se poprvé jmenovitě objevil v románu Syn lovce medvědů (1887) a v jeho volném pokračování Duch Llana Estacada (1888). Tato díla jsou ještě psána ve třetí osobě, ale později May začal používat při psaní osobu první, jakoby vyprávěné příběhy sám prožil. To vedlo postupně k tomu, že se Karel May se svým hrdinou téměř ztotožnil.
V celé šíři byl Old Shatterhand představen v nejslavnějším Mayově románu Vinnetou (tři díly 1893, čtvrtý díl 1909–1910), kde již figuroval jako vypravěč. Je vysvětleno, jak získal své „válečnické“ jméno, je líčen ve svém původním povolání zeměměřiče a jsou vykresleny nejdůležitější příběhy, které prožil v Americe, po boku svého indiánského pokrevního bratra, zhruba od roku 1864 do roku 1879, kdy byl apačský náčelník zastřelen. Další společná dobrodružství Old Shatterhanda a Vinnetoua jsou obsahem mnoha dalších autorových knih, jako je např. Old Surehand (1894–1896), nebo Satan a Jidáš (1896–1897).
Poslední hrdinovo dobrodružství v Americe je obsaženo ve čtvrtém díle Vinnetoua. Odehrává se v roce 1908, což odpovídá Mayově americké cestě, podniknuté s manželkou (tak je ostatně tato cesta v románu také podána). Děj knihy vrcholí na hoře Mount Vinnetou, kde se synové zálesáka Old Surehanda chystají postavit Vinnetouovi sochu a kde jsou všechny dosud živé konflikty usmířeny.
Old Shatterhandovy cesty po Orientu jsou popsány především v šestidílném cyklu Ve stínu padišáha (1892), v románech V zemi Mahdího (tři díly, 1895–1896) a Na věčnosti (1899), ve čtyřdílném cyklu V Říši stříbrného lva (1898–1903) a v jeho dvoudílném pokračování Ardistan a Džinistan (1909) – poslední dva jmenované romány se odehrávají již po smrti Vinnetoua. Hrdina zde vystupuje pod jménem Kara ben Nemsí („Karel, syn Němců“) a na jeho cestách ho většinou doprovází věrný přítel Hadží Halef Omar (celým jménem Hádží Halef Omar ben hádží Abú'l Abbás ibn hádží Dávúd al Gossarah).
Známými atributy Old Shatterhanda jsou jeho pušky medvědobijka (Bärentöter) a henryovka (Henrystutzen), obě vyrobené fiktivním puškařem jménem Henry ze St. Louis. Henryovka umožňovala vystřelit 25 ran bez nabíjení a je zřejmě odkazem na skutečnou stejnojmennou pušku Benjamina Tylera Henryho. Protože nepotřebovala časté nabíjení (v porovnání s běžnými jednokomorovými nebo dvoukomorovými puškami) byla americkými Indiány a Araby považována za magickou zbraň.
V Americe Old Shatterhand jezdil na koni Hatátitlá (Blesk), kterého mu daroval Vinnetou a který byl sourozencem jeho vlastního koně Ilčího (Vítr). V Orientu jezdil na koni Ríhovi.
Podle Old Shatterhanda Karel May také pojmenoval svůj dům v Radebeulu u Drážďan, který nazval „Villa Shatterhand“ a dnes je v něm jeho muzeum.

## Život
Budoucí Old Shatterhand, vlastním jménem Karl či Charley (indiány zvaný též Šarlí), mladý muž německého původu, se objevil na americkém Západě někdy ve druhé polovině 19. století jako člen skupiny zeměměřičů. Jejich práce na vytyčování železnice však vede ke konfliktu se zde žijícím indiánským kmenem Apačů, kteří dotyčná území považují za svá a příchod železnice si nepřejí. Nakonec dojde k boji, během nějž je Charley vážně zraněn do krku a téměř zemře. Nakonec se mu však podaří nejen se uzdravit, ale dokázat Apačům i svou ušlechtilost a dobré úmysly. To je stvrzeno tím, že s náčelníkovým synem Vinnetouem uzavře pokrevní bratrství a stanou se z nich nejhlubší přátelé.
Charley si pro svou schopnost jediným úderem pěsti omráčit protivníka vyslouží zálesáckou přezdívku Old Shatterhand a pod odborným vedením starého westmana Sama Hawkense a později také Vinnetoua se z něj stane dokonalý zálesák, skvělý střelec, lovec, stopař, jezdec na koni atd., vždy stojící na straně dobra a spravedlnosti. Přestože v dalších knihách je již legendou Západu, opakovaně dochází k situaci, že klame svým upraveným a nenápadným zjevem a je poznán teprve s velkým překvapením (tak u Old Deatha, Old Firehanda, Sans-eara a dalších).
O jeho soukromém životě nebo rodině mnoho známo není. V úvodním díle cyklu Vinnetou se Old Shatterhand sblíží s Vinnetouovou sestrou Nšo-či, tento vztah je však přerván její násilnou smrtí na konci knihy. Později se v orientálních Mayovkách dočítáme o Shatterhandově ženě (ženách), kterou není nikdo jiný, než skutečná Mayova manželka.

## Filmová zpracovaní
Postava Old Shatterhanda se stala znovu velmi populární po roce 1962, kdy byl natočen jeden z nejslavnějších filmů inspirovaných dílem Karla Maye Poklad na Stříbrném jezeře. V tomto a několika následujících filmových zpracováních mu propůjčil tvář americký herec Lex Barker.
Filmy s Lexem Barkerem
(v českém znění Vladimír Ráž)
- 1962 Poklad na Stříbrném jezeře
- 1963 Vinnetou
- 1964 Old Shatterhand
- 1964 Vinnetou – Rudý gentleman
- 1965 Vinnetou – Poslední výstřel
- 1966 Vinnetou a míšenka Apanači
- 1968 Vinnetou a Old Shatterhand v Údolí smrti

Další
- 1980 Můj přítel Vinnetou (TV seriál) – v hlavní roli Siegfried Rauch (v českém znění Jan Schánilec)
- 2016 Vinnetou (minisérie) – v hlavní roli Wotan Wilke Möhring (v českém znění Petr Štěpán)